# Черничево (Кырджалийская область)
Черничево (болг. Черничево) — село в Болгарии. Находится в Кырджалийской области, входит в общину Крумовград. Население составляет 352 человека.

## Политическая ситуация
В местном кметстве Черничево, в состав которого входит Черничево, должность кмета (старосты) исполняет Асен Ангелов Гуджев (Болгарская социалистическая партия (БСП)) по результатам выборов правления кметства.
Кмет (мэр) общины Крумовград — Себихан Керим Мехмед (Движение за права и свободы (ДПС)) по результатам выборов в правление общины.